# Laurent Roux
Laurent Roux (Cahors, 3 december 1972) is een Frans voormalig beroepswielrenner. In 1999 werd hij betrapt op het gebruik van amfetamine en werd hij voor zes maanden geschorst. In 2002 volgde een tweede schorsing en in 2006 gaf Roux in een rechtszaak aan het dopingcocktail "Pot Belge" aan andere renners te hebben verkocht.

## Belangrijkste overwinningen
1992
Eindklassement Ronde van de Isard (U23)
1996
2e etappe deel B Route du Sud
GP des Marbriers
1997
Parijs-Bourges
Classique des Alpes
Eindklassement Tour de l'Avenir
3e etappe Route du Sud
1998
12e etappe Ronde van Italië
1999
Klimmerstrofee
4e etappe Parijs-Nice
2001
2e etappe Dauphiné Libéré
3e etappe Route du Sud

## Resultaten in voornaamste wedstrijden
| Jaar | Ronde van Italië | Ronde van Frankrijk | Ronde van Spanje |
| ---- | ---------------- | ------------------- | ---------------- |
| 1994 |                  |                     |                  |
| 1995 |                  |                     |                  |
| 1996 | 42e              | 44e                 |                  |
| 1997 |                  | 23e                 |                  |
| 1998 | 28e (1)          | opgave              |                  |
| 1999 |                  |                     |                  |
| 2001 |                  | 50e                 |                  |

| Jaar | Milaan-San Remo | Ronde van Vlaanderen | Amstel Gold Race | Luik-Bast.‑Luik | Ronde van Lombardije | Parijs-Tours | Bretagne Classic | Rund um den Henninger-Turm |  | Wereldranglijsten |
| ---- | --------------- | -------------------- | ---------------- | --------------- | -------------------- | ------------ | ---------------- | -------------------------- |  | ----------------- |
| 1994 |                 |                      |                  |                 |                      |              |                  | 33e                        |  |                   |
| 1995 | 43e             |                      | 16e              |                 | 22e                  | 58e          | 13e              |                            |  |                   |
| 1996 | 109e            |                      | 41e              |                 | 24e                  | 15e          | 4e               |                            |  |                   |
| 1997 | 87e             |                      | 4e               | 19e             | 14e                  | 36e          |                  | 4e                         |  | 18e (UWB)         |
| 1998 | 142e            |                      | 51e              |                 |                      |              |                  |                            |  |                   |
| 1999 | 46e             | 46e                  | 5e               | 10e             |                      |              |                  |                            |  |                   |
| 2001 |                 |                      |                  |                 |                      |              |                  |                            |  |                   |